# Wire
Wire – brytyjska grupa punkrockowa, a później postpunkowa i eksperymentalna, założona w 1976 roku przez Colina Newmana (wokal, gitara), Bruce'a Gilberta (gitara), Grahama Lewisa (bas, wokal) i Roberta Gotobeda (perkusja). Obecny skład zespołu tworzą: Colin Newman (g. wok.), Graham Lewis (b., wok.), Robert Gotobed (perk.) i Matthew Simms (g.)
Muzyka zespołu charakteryzuje się specyficznym, klimatycznym brzmieniem i nietypowymi, niepokojącymi tekstami. Do inspiracji Wire przyznawali się m.in. Ian MacKaye z Minor Threat i Fugazi oraz grupa R.E.M. Przeróbki utworów Wire mieli w swym repertuarze m.in. Minor Threat i  Henry Rollins.
Bruce Gilbert i Graham Lewis założyli duet Dome, Colin Newman nagrywał albumy solowe, ponadto członkowie zespołu udzielali się w licznych projektach muzycznych wśród, których wymienić można: Cupol, Duet Emmo (Lewis, Gilbert), Githead (Newman), He Said (Lewis), 27#11 (Lewis) i It Hugs Back (Simms).
Grupa w Polsce po raz pierwszy zagrała 9 sierpnia 2009 roku podczas Off Festivalu w Mysłowicach.
Zespół drugi raz zagrał w Polsce 9 listopada 2013 roku podczas Wroclaw Industrial Festival we Wrocławiu

## Dyskografia

### Albumy
- Pink Flag (listopad 1977)
- Chairs Missing (wrzesień 1978, UK #48)
- 154 (wrzesień 1979, UK #39)
- The Ideal Copy (kwiecień 1987, UK #87)
- A Bell Is a Cup...Until It Is Struck (maj 1988)
- Manscape (maj 1990)
- The Drill (kwiecień 1991)
- The First Letter (październik 1991)
- Send (maj 2003)
- Object 47 (lipiec 2008)
- Red Barked Tree (styczeń 2011)
- Change Becomes Us (marzec 2013)

### Single i płyty krótkogrające
- Mannequin / 12XU / Feeling Called Love
- I am the Fly / Ex-Lion Tamer
- Dot Dash / Options R
- Outdoor Miner / Practice Makes Perfect
- A Question of Degree / Former Airline
- Map Reference 41°N 93°W / Go Ahead
- Our Swimmer / Midnight Bahnhof Cafe
- Crazy About Love / Second Length (Our Swimmer) / Catapult 30
- Snakedrill
- Ahead / Feed Me (live)
- Kidney Bingos / Pieta
- Silk Skin Paws / German Shepherds
- Life in the Manscape / Gravity Worship
- So and Slow It Goes / Nice from Here
- First Letter / The Last Number

### Kompilacje i albumy koncertowe
- Document and Eyewitness
- Play Pop
- In the Pink
- The Peel Sessions
- It's Beginning To And Back Again
- On Returning (1977-1979)
- Double Peel Sessions
- 1985-1990 The A List
- Exploding Views
- Behind the Curtain
- Turns and Strokes
- Coatings
- Honi Soit
- On The Box: 1979
- The Scottish Play: 2004
- The Black Session - Paris, 10 May 2011 (luty 2012)